# Campeonato Panamericano de Karate
El Campeonato Panamericano de Karate es una competición de karate en el continente americano.

## Lista
- 2019:  Panamá[1]
- 2023:  Costa Rica